# Mpundu Balong
Pour les articles homonymes, voir Mpundu.
Mpundu Balong ou Mpundu Town est une localité du Cameroun, située dans l'arrondissement de Muyuka, le département du Fako et la région du Sud-Ouest.

## Population
En 1955, la population était de 849 habitants. En 1967, Mpundu Balong comptait 721 habitants, principalement des Balong. Lors du recensement de 2005, on a dénombré 943 habitants.